# Koluvere (Kullamaa)
Koluvere est un village de la commune de Lääne-Nigula, situé dans le comté de Lääne en Estonie. Traversé par la Liivi Jõgi, il est situé à 35 km à l'est d'Haapsalu.
Avant la réforme administrative d'octobre 2017, il faisait partie de la commune de Kullamaa.
La population s'élevait à 340 habitants en 2016 et à 238 habitants en 2021.